# Bloods
Pour les articles homonymes, voir Blood.
 (septembre 2009).
Si vous disposez d'ouvrages ou d'articles de référence ou si vous connaissez des sites web de qualité traitant du thème abordé ici, merci de compléter l'article en donnant les références utiles à sa vérifiabilité et en les liant à la section « Notes et références ».
Les Bloods sont un gang de rue fondé en 1972 à South Los Angeles en Californie. Ce gang est connu en bonne partie pour sa rivalité avec les Crips. Il est identifié par la couleur rouge portée par ses membres ainsi que par des symboles de gang particuliers incluant des signes de reconnaissance et des poignées de main distinctes, ainsi que le port de bandana rouge. Les Bloods sont composés de divers sous-groupes aussi appelés « ensembles » entre lesquels des différences significatives existent, telles que les couleurs, vêtement, opérations et idéologies politiques qui peuvent entrer en conflit. Depuis leur création, les gangs de Bloods se sont dispersés et étendus à travers les États-Unis, le Canada , la France, quelques pays africains et l'Australie.
Les Bloods ont été documentés au niveau militaire américain, retrouvés à la fois sur les bases américaines et outre-mer.

## Historique
Le gang des Bloods a été formé initialement en 1972, pour concurrencer l’influence des Crips à Los Angeles. Vincent Owens et Sylvester Scott sont considérés comme étant les fondateurs des Bloods. En effet, durant l’été 1972, les Crips de Compton et les Pirus entrent en conflit. Les Pirus sont moins nombreux et les Crips l’emportent. Les Pirus se tournent alors vers les Lueders Park Hustlers pour leur demander leur aide. Ceux-ci acceptent et une rencontre est organisée sur Piru Street. Comme les Crips avaient tué un membre des L.A. Brim au début de l’année, les Pirus leur demandent également de se joindre à eux. Les Denver Lanes et les Bishops sont également présents au rendez-vous. À ce moment, les groupes de Crips dépassent tout de même en nombre les groupes de Bloods selon la proportion de trois pour un. Pour affirmer leur puissance malgré cette différence en nombre, les groupes de Bloods sont devenus de plus en plus violents, particulièrement envers les membres rivaux des Crips. Pendant la montée du crack et de la cocaïne, le gang s’est plutôt centré sur la production de drogue dure. Les groupes de Bloods opèrent de façon indépendante et sont actuellement localisés dans presque tous les États des États-Unis. Les groupes de la côte Est sont souvent considérés comme étant affiliés au United Blood Nation, un gang originaire de Rikers Island.
Le United Blood Nation a été créé par deux Afro-Américains, Omar Portee (O.G. Mack) et Leonard Mackenzie (O.G. Deadeye), UBN ou encore le South Side Bloods, s’est formé en 1993 au sein du système carcéral de la ville de New York sur le CDGM (Centre de Détention George Mochen) sur l’île Rikers, parfois appelé C 73. Le CDGM était utilisé afin d’isoler les détenus à problème du reste du centre de détention. Avant cette période, les Latin Kings était le gang le plus répandu et organisé dans le système de prisons de New York. Les Latin Kings, comptant en majorité des membres d’origine hispanique, visaient les détenus d’origine afro-américaine avec violence. Ces détenus afro-américains, organisés par quelques-uns des détenus les plus violents et charismatiques, ont formé un groupe de protection qu’ils ont appelé le United Blood Nation. Ce United Blood Nation, qui était en réalité un gang de prison, émulait les gangs de Bloods à Los Angeles en Californie. Plusieurs des chefs de ce gang de prison récemment créé ont formé huit groupes de Bloods d’origine pour recruter dans leurs voisinages à travers New York.
En 1996, des milliers de membres des gangs de rue des Bloods s’établissaient en tant que grande force parmi les gangs et continuaient une campagne régulière pour le recrutement. À ce moment, les Bloods étaient plus violents que les autres gangs, mais beaucoup moins organisés. De nombreuses attaques (à l’aide de lames de rasoir ou de couteaux) ont été rapportées durant des vols et découvertes comme étant des initiations pour entrer dans les Bloods. Ce sang comme rituel devint la marque de commerce pour les Bloods. Les Bloods recrutaient à travers la côte Est.

## Adhésion

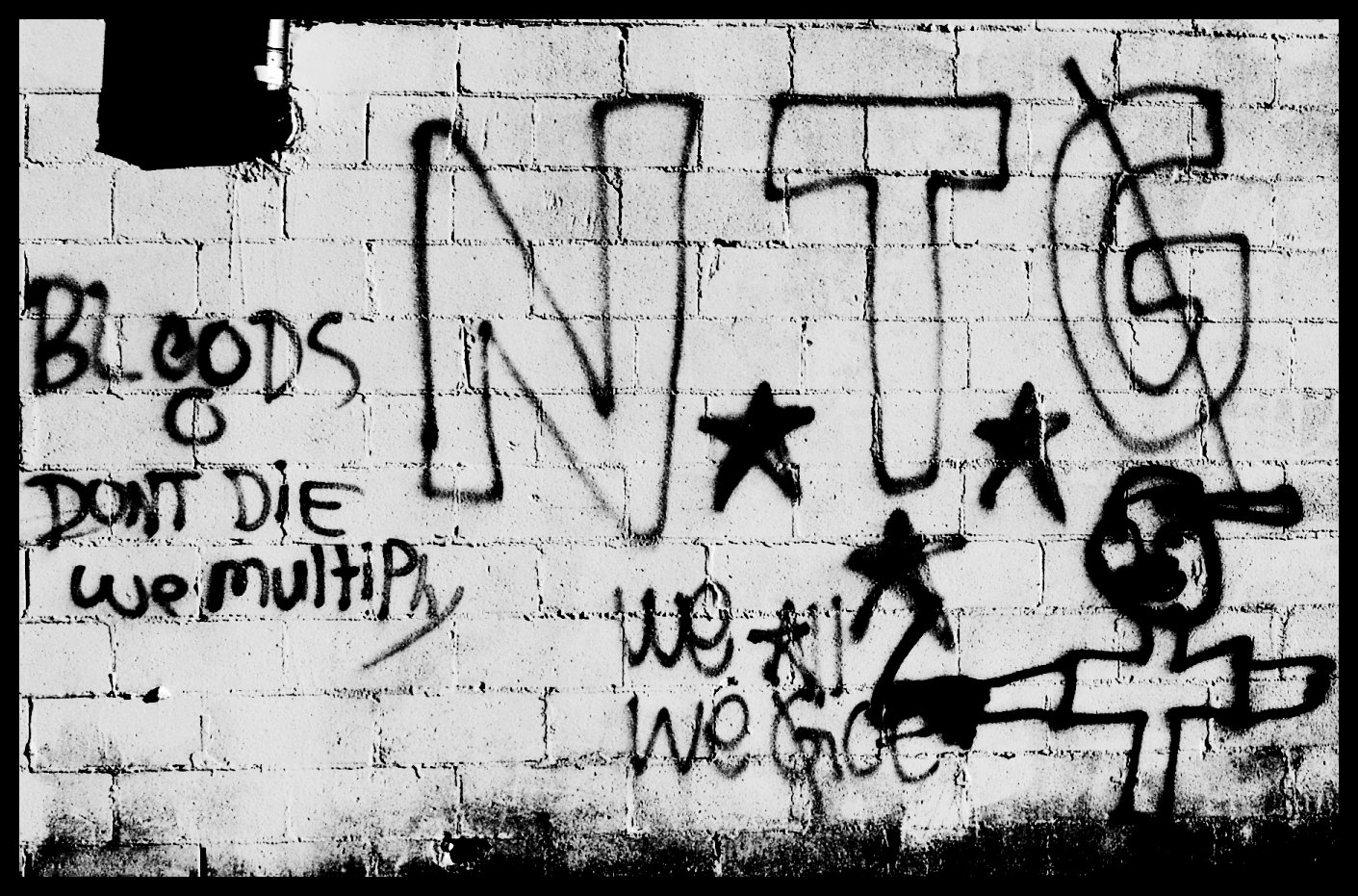
« Les Bloods ne meurent pas, nous nous multiplions » : graffiti à New York, 2009.

Bloods réfère à une organisation de gangs de rue plus petits avec une structure moins resserrée, comme des « groupes », et qui a adopté une culture de gang commune. Chaque groupe a son propre chef et opère généralement de façon indépendante aux autres. La plupart des membres des Bloods sont des hommes d’origine afro-américaine, mais certains groupes ont recruté des membres femmes, aussi bien que des membres d’autres origines ethniques. L’âge des membres varie du début de l’adolescence jusqu’à la mi-vingtaine ; cependant, certains gardent leurs positions de leadership jusqu’à 25-29 ans, rarement au-delà. 
Les groupes de Bloods individuels ont une structure hiérarchique de leadership avec des niveaux de membres distincts et identifiables. Ces niveaux indiquent le statut du membre dans le gang. Un chef, typiquement un membre plus vieux avec un passé criminel plus étendu, dirige chaque groupe. Le chef de groupe n’est pas élu, mais s'affirme plutôt en développant et en contrôlant les entreprises criminelles du gang par sa réputation pour la violence et la cruauté ainsi que par son charisme personnel.
La majorité des membres d’un groupe sont appelés les « Soldats », et sont généralement âgés entre 16 et 22 ans. Les Soldats ont un fort sentiment d’appartenance et d’engagement à leur groupe et sont extrêmement dangereux en raison de leur disposition à utiliser la violence à la fois pour obtenir le respect des autres membres du gang et pour répondre à toute personne qui ne respecterait pas le groupe.
Les « Associés » ne sont pas des membres à part entière, mais s’identifient avec le gang et prennent part à des activités criminelles variées. Si les femmes font partie du gang, elles sont généralement des membres associés et tendent à être utilisées par leurs contreparties mâles pour transporter des armes, garder de la drogue, ou pour se prostituer dans le but de gagner de l’argent pour leur groupe. Le recrutement est souvent influencé par l’environnement de la recrue.
Les Bloods recrutent de façon massive au niveau des jeunes d’âge scolaire, en prédominance dans les communautés afro-américaines plus pauvres. L’adhésion au gang procure aux jeunes un sentiment d’appartenance et la protection. Elle offre également une gratification immédiate aux jeunes étant économiquement désavantagés qui voient les pièges de la vie de gang : bijoux en or, argent, vêtement, voitures de sport coûteuses, etc..

## Identification

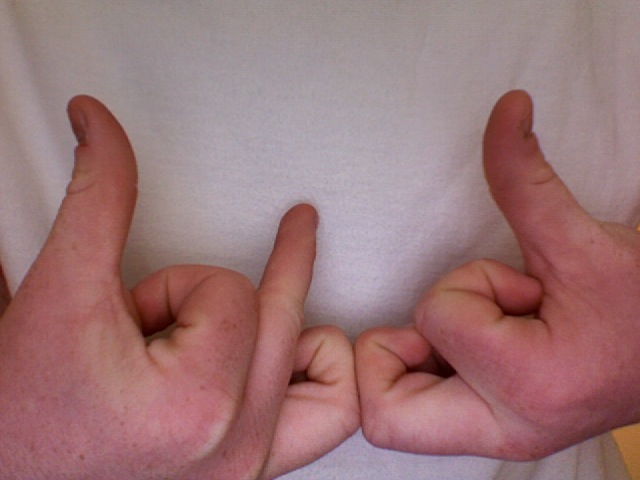
Un signe du gang des Bloods.

Les membres des Bloods s’identifient à l’aide de différents indicateurs comme les couleurs, vêtements, symboles, tatouages, bijoux, graffitis, langage ainsi que des signes et poignées de main. La couleur du gang des Bloods est le rouge. Ils aiment porter des vêtements sport, incluant des vestes de la compagnie « Starter » qui montre leur couleur de gang. Quelques-unes de leurs équipes sportives favorites incluent les 49ers de San Francisco, les Phillies de Philadelphie et les Bulls de Chicago. Ils sont aussi reconnus pour porter des vêtements des Cowboys de Dallas, dont le logo contient une étoile à cinq branches. 
Les symboles les plus communément utilisés par les Bloods incluent le chiffre « 5 », l’étoile à cinq branches et la couronne à cinq pointes. Ces symboles veulent montrer l’affiliation des Bloods avec la People Nation, une large coalition de filiales créée pour protéger les membres de l’alliance à travers les systèmes carcéraux fédéral et d’État. Ces symboles peuvent être vus au niveau des tatouages, bijoux et vêtements que les membres du gang arborent en plus de pouvoir se retrouver également sur les graffitis des membres, qui sont utilisés par les Bloods pour marquer leur territoire. De nombreux graffitis incluent le nom du gang, des surnoms, des déclarations de loyauté, des menaces envers des gangs rivaux ou une description d’actes criminels dans lesquels le gang a été impliqué. Les graffitis Bloods peuvent également inclure le mot « Piru », qui réfère au fait que les premiers gangs Bloods ont été formés par des individus de la rue Piru à Compton en Californie.
Les graffitis Bloods peuvent aussi inclure des symboles d’un gang rival (particulièrement ceux des Crips) qui sont dessinés à l’envers. Cela a pour but d’insulter le gang rival et ses symboles. Les membres des Bloods ont également un langage unique. Les Bloods se saluent entre eux en utilisant le mot « Blood » et évitent souvent d’utiliser des mots comportant la lettre « C ». Finalement, les Bloods utilisent des signes et des poignées de mains pour communiquer entre eux. Il peut s’agir d’un seul mouvement, comme la lettre « B » du langage des signes Américain, ou d’une série de mouvements utilisant une ou les deux mains pour des phrases plus complexes. Les initiés du United Blood Nation ou du East Coast Bloods reçoivent souvent une marque présentant une patte de chien, représentée par trois points souvent brûlés à l’aide d’une cigarette sur leur épaule droite. D’autres symboles du United Blood Nation incluent le bulldog et le taureau.